# Mango de Veraguas
Anthracothorax veraguensis
Espèce
Statut de conservation UICN

 LC  : Préoccupation mineure
Statut CITES
Le Mango de Veraguas (Anthracothorax veraguensis) est une espèce de colibris de la sous-famille des Polytminae.

## Distribution
Le Mango de Veraguas se trouve en Amérique centrale, au Costa Rica et au Panama.

Carte de répartition de l'espèce

## Référence
(en) « Neotropical Birds Online », Cornell Lab of Ornithology, 2 mai 2011